# Magicicada
Magicicada là một chi các loài ve có vòng đời 13 năm và 17 năm sinh sống ở Đông Bắc Mỹ, gồm 7 loài thuộc bộ Hemiptera, phân bộ Auchenorrhyncha. Magicicada thuộc tông Lamotialnini, một nhóm các chi với các đại diện ở Australia, châu Phi, châu Á cũng như châu Mỹ.
Các loài Magicicada dành gần như toàn bộ thời gian sống lâu dài của chúng dưới lòng đất để ăn chất lỏng xylem từ rễ cây rừng rụng lá ở miền đông Hoa Kỳ. Vào mùa xuân năm thứ 13 hoặc 17, nhộng ve sầu trưởng thành xuất hiện vào mùa xuân tại bất kỳ địa phương nào, đồng thời và với số lượng lớn. Sau giai đoạn phát triển kéo dài, con trưởng thành chỉ hoạt động trong khoảng 4 đến 6 tuần. Các con đực tập hợp lại thành các trung tâm hợp xướng và thu hút bạn tình. Con cái giao phối đẻ trứng trong thân cây thân gỗ. Trong vòng hai tháng kể từ khi xuất hiện ban đầu, vòng đời hoàn thành và ve sầu trưởng thành biến mất trong 13 hoặc 17 năm nữa. Hiện tượng này gọi là Brood X.

## Phân loại

### Các loài có vòng đời 13 năm
- Magicicada neotredecim (Marshall & Cooley, 2000)
- Magicicada tredecim (Walsh & Riley, 1868)
- Magicicada tredecassini (Alexander & Moore, 1962)
- Magicicada tredecula (Alexander & Moore, 1962)

### Các loài có vòng đời 17 năm
- Magicicada cassini (Linnaeus, 1758)
- Magicicada septendecim (Fisher)
- Magicicada septendecula (Alexander & Moore, 1962)